# Vladímir Akopián
Vladímir Eduárdovich Akopián, Влади́мир Эдуа́рдович Акопя́н (nacido el 7 de diciembre de 1971, en Bakú, capital de Azerbaiyán). Es un Gran Maestro Internacional de ajedrez armenio.
En enero de 2010, en la lista de la FIDE ocupaba el puesto 49 del mundo con un ELO de 2678 puntos.
Akopián ganó el Mundial Sub-16 en 1986, a la edad de 14 años y el Mundial Sub-18 con tan sólo 16 años. En 1991, logró la victoria en el Campeonato Mundial Junior de Ajedrez, para jugadores menores de 20 años.
Akopián fue uno de los jugadores que contribuyeron, junto con Levon Aronian, Karen Asrian, Smbat Lputian, Gabriel Sargissian, Artashes Minasian, en el equipo armenio de ajedrez a ganar el oro en la Olimpíadas de ajedrez, de 2006, en Turín (Italia) por delante de China y EE. UU.
En 2007, Akopián ganó el Torneo de Gibtelecom en Gibraltar con 7.5 de 9 puntos, tras imponerse a Yuri Kuzúbov en la última ronda, delante de un grupo de 3 jugadores con 7 puntos, incluyendo a Hikaru Nakamura.